# طائفة سرقسطة
طائفة سرقسطة هي دويلة مستقلة تكونت أثناء فترة فتنة الأندلس عام 403 هـ/1013 م على أنقاض ولاية الثغر الأعلى إحدى ولايات الدولة الأموية في الأندلس، وظلت على استقلاليتها حتى ضمها المرابطون عام 503 هـ/1110 م. كان لسرقسطة دورها السياسي والثقافي البارز في تلك المنطقة في عهد حكامها المقتدر والمؤتمن والمستعين. ولا زال قصر الجعفرية يشهد على التقدم العمراني الذي وصلت إليه تلك الدويلة.

## التاريخ

### عهد بني تجيب

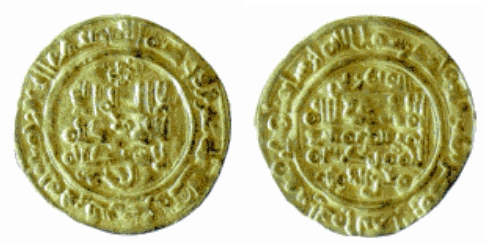
دينار ذهبي ضرب في عهد يحيى بن المنذر التجيبي.

استغل التجيبيون الصراع الدائر على السلطة بين الأمويين في قرطبة، وأسس زعيمهم المنذر بن يحيى التجيبي دويلتهم الجديدة في الثغر الأعلى التي قاعدتها سرقسطة عام 403 هـ/1013 م، والتي شملت مدن مدينة سالم وقلهرة وأرنيط وتطيلة وبربشتر ولاردة ومنتشون. استطاع المنذر أن يحافظ على استقلالية دويلته عن طريق عقد تحسين علاقاته مع الممالك المسيحية المجاورة، وهي السياسة التي لم يحافظ عليها ولده يحيى المظفر، ففقد بعض أراضيه لصالحهم. خلف المنذر بن يحيى بن المنذر أباه حتى عام 430 هـ، عندما اغتاله ابن عم له يدعى عبد الله بن الحكم وجلس محله، فاستغل سليمان بن هود الذي كان قد استقل بحكم لاردة الموقف، وخلع ابن الحكم، وأسس لحكم بني هود في سرقسطة.

### عهد بني هود
لم تمض سوى أعوام قليلة على حكم سليمان بن هود لطائفة سرقسطة حتى دخل في صراع مع جيرانه بني ذي النون حكام طائفة طليطلة وأصهار بني تجيب الذين اقتلعهم ابن هود من حكم سرقسطة. استعان ابن هود بفرناندو الأول ملك ليون وقشتالة لقتال بني ذي النون، الذين تحالفوا بدورهم مع غارسيا سانشيز الثالث ملك نافارا. أجبر ذلك ابن هود وبني ذي النون على دفع جزية سنوية للملكين المسيحيين لضمان مساعدتهما على قتال كل منهما للآخر، مما أضعف الطائفتين اقتصاديًا وعسكريًا وسياسيًا أمام المملكتين المسيحيتين المجاورتين.
توفي سليمان بن هود عام 438 هـ، بعد أن قسّم دويلته بين أبنائه الخمسة، لكن لم يمض الكثير حتى ابتلع ابنه أحمد المقتدر ملك ثلاثة من إخوته ليضمها إلى قاعدته سرقسطة، ولم يبق من ملك إخوته سوى لاردة التي كانت وبعض توابعها تحت حكم أخيه المظفر. دخل المقتدر حربًا طاحنة مع أخيه الذي استبسل لأكثر من ثلاثين عامًا في مقاومة أطماع المقتدر إلى أن هزم المقتدر أخيه المظفر عام 472 هـ، وضم أراضيه لتوحّد الطائفة من جديد تحت لوائه. خلال تلك الفترة، استطاع المقتدر ضم طائفة طرطوشة من يد صاحبها نبيل الصقلبي عام 452 هـ، ومن بعدها انتزع دانية من يد صهره علي بن مجاهد العامري عام 468 هـ.

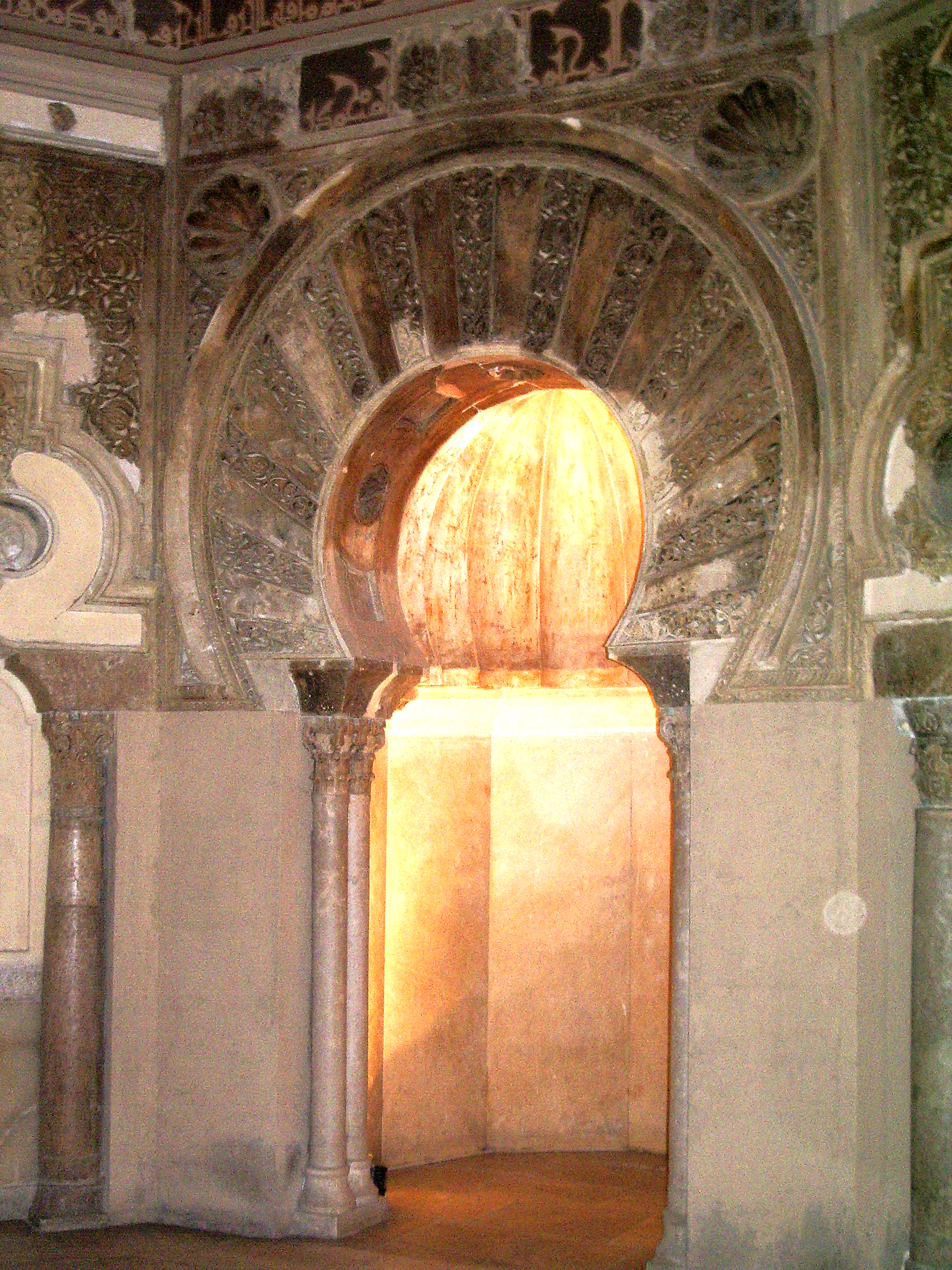
قوس محراب في قصر الجعفرية الذي بناه المقتدر بن هود.

رغم تلك المكاسب، كان بنو هود في صراع دائم مع جيرانهم المسيحيين خاصة مملكة أراغون حيث حاصر راميرو الأول ملك أراغون العديد من المدن الحدودية بينهما مثل بربشتر وجرادوس مرات عدة إلى أن قُتل راميرو نفسه أمام جيش المقتدر وحلفائه القشتاليين وهو يحاول غزو جرادوس عام 455 هـ/1063 م. وفي العام التالي 456 هـ، اجتاح النورمانديون بربشتر، وأوقعوا بأهلها مذابح عظيمة، مما كان له وقعه السيء على أمراء الطوائف، الذين تحالفوا مع المقتدر واستعادوا المدينة في جمادى الآخر 457 هـ. وبعد أن نجح ألفونسو السادس ملك ليون وقشتالة في توحيد المملكتين، أُجبر المقتدر على أداء الجزية لألفونسو حفاظًا على إمارته.
توفي المقتدر عام 474 هـ، وكأبيه قسّم إمارته بين ولديه يوسف المؤتمن الذي حكم سرقسطة ووشقة وتطيلة وقلعة أيوب، والمنذر الذي حكم لاردة وطرطوشة ودانية، وسرعان ما دبت الحرب بين الأخوين، حيث استعان فيها المؤتمن بالفارس القشتالي السيد الكمبيادور وجنوده المرتزقة، وتحالف المنذر مع مع سانشو راميرز ملك أراغون وبرانجيه ريموند الثاني كونت برشلونة. استخدم المؤتمن الكمبيادور للدفاع عن الحدود الشمالية لأراضيها أمام حملات سانشو راميريز ملك أراغون.
حاول المؤتمن أن يستولي على بلنسية من يد صاحبها أبي بكر بن عبد العزيز بمعاونة من ألفونسو السادس، إلا أن المحاولة فشلت، فلجأ ابن عبد العزيز إلى أن عرض على المؤتمن تزويج ابنته لأحمد المستعين بن المؤتمن، وهي المصاهرة التي تمت في عام 477 هـ، وكانت سببًا في إرجاء أطماع بني هود في بلنسية. وفي 478 هـ، توفي المؤتمن وخلفه ابنه المستعين. تزامن ذلك مع استيلاء ألفونسو السادس على طائفة طليطلة الدويلة المجاورة لسرقسطة في صفر 478 هـ. وما أن انتهى ألفونسو من طليطلة، حتى توجه بصره إلى سرقسطة، فحاصرها في بداية فترة حكم المستعين، ولم يفك حصاره عنها إلا بعدما بلغته أخبار عبور المرابطين إلى الأندلس لنجدة المسلمين، مما حمله على فك حصاره، والتوجه جنوبًا مع قواته لقتالهم.

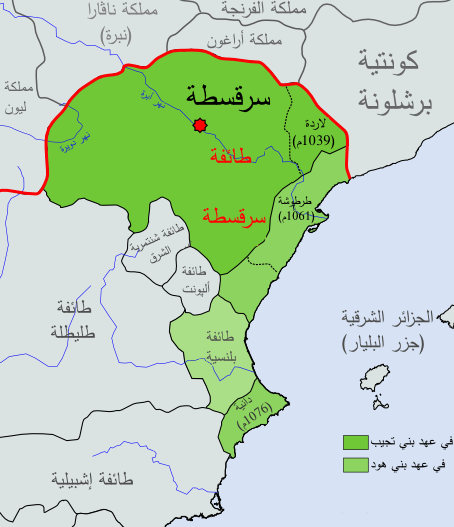
طائفة سرقسطة في أقصى امتداد لها في نهاية عهد المقتدر بن هود.

وفي عام 487 هـ، حاصر سانشو راميريز وشقة، فأرسل المستعين ابنه عبد الملك إلى المغرب للاستنجاد بيوسف بن تاشفين، فبعث ابن تاشفين إلى ولاته في شرق الأندلس ليمدوا المستعين بقوات تدافع عن وشقة، كما لجأ المستعين إلى ألفونسو السادس فأمده ببعض قواته. وتوفي سانشو راميرز في جمادى الأولى 487 هـ، وهو يحاصر وشقة، فخلفه ابنه بيدرو الأول ملك أراغون ونافارا الذي واصل الحصار حاول المستعين فك الحصار، إلا أنه هزم أمام قوات بيدرو في ذي القعدة 489 هـ، فيأس أهل وشقة وسلّموا المدينة الذي اتخذها بيدرو عاصمة جديدة لمملكة أراغون. ثم حاصر ألفونسو الأول ملك أراغون تطيلة، فقاتله المستعين وقتل في المعركة التي وقعت في رجب 503 هـ في بلتيرة، فخلفه ابنه عبد الملك عماد الدولة الذي اشترط عليه أهل سرقسطة ألا يستعين بالمسيحيين، فلم يف بعهده معهم، مما دعا أهل سرقسطة لأن يبعثوا برسلهم إلى علي بن تاشفين أمير المرابطين يدعونه لحكم مدينتهم. فأرسل ابن تاشفين قائده محمد بن الحاج اللمتوني والي المرابطين على بلنسية بقوات دخلت المدينة في ذي القعدة 503 هـ، ففر عماد الدولة إلى حصن روطة لينتهي بذلك حكم بني هود لسرقسطة، وتنتهي استقلالية طائفة سرقسطة، لتغدو إحدى ولايات المرابطين.
حكم ابن الحاج المدينة لخمس سنوات قاوم فيها محاولات ألفونسو الأول ملك أراغون المتكررة لغزو المدينة، ثم خلفه ابن تافلوت لعامين ثم توفي. وفي ذي الحجة 511 هـ/مارس 1118 م، بدأ ألفونسو حصاره الأخير للمدينة، إلى أن استولى على المدينة بعد عدة أشهر من الحصار.

## ازدهار العلوم

مبرهنة سيفا استنتجها المؤتمن بن هود قبل جيوفاني سيفا بمئات السنين.

بعد اندلاع الفتنة في قرطبة والاستقرار الذي ساد سرقسطة في عصر بني تجيب، لجأ إلى سرقسطة شعراء وعلماء كابن الكتاني، وسليمان بن جبيرول. استمرت حالة الازدهار العلمي في عهد بني هود الذين أولوا رعايتهم واهتمامهم للعلماء، فازدهر علم الفلك والرياضيات بل واشتغل المؤتمن بن هود نفسه بها فوضع كتابه «الاستكمال»، وتوصل إلى مبرهنة سيفا قبل جيوفاني سيفا، كما ازدهرت البلاغة والأدب على أيدي الكثيرين كالوزير أبي الفضل بن حسداي وأبي الوليد الباجي وابن الحداد وأبو الحكم الكرماني.